# Pleopeltis excavata
Pleopeltis excavata là một loài thực vật có mạch trong họ Polypodiaceae. Loài này được (Bory ex Willd.) Sledge miêu tả khoa học đầu tiên năm 1960.